# Thomas L. Crittenden
Thomas Leonidas Crittenden (15. maj 1819 – 23. oktober 1893) var en advokat, politiker og general i Unionshæren under den amerikanske borgerkrig.

## Tidlige år og karriere
Crittenden blev født i Russellville, Kentucky, søn af senator John J. Crittenden, broder til den konfødererede general George B. Crittenden og fætter til Unionsgeneral Thomas Turpin Crittenden. Han giftede sig med Catherine Todd, datter af faderens anden hustru. Deres søn, John Jordan Crittenden III, gjorde tjeneste i hæren og døde med oberstløjtnant George A. Custer i Slaget ved Little Bighorn i 1876.
Crittenden blev optaget i advokatsamfundet og gjorde tjeneste i den amerikanske hær under den Mexicansk-amerikanske krig som aide for General Zachary Taylor og som oberst for 3rd Kentucky Volunteer Infantry. Efter krigen var han USA's konsul i Liverpool.

## Borgerkrigen
Da borgerkrigen brød ud i 1861, var Kentucky en delstat som erklærede sig neutral og var på nippet til at støtte konføderationen. Crittenden og hans far forblev tro mod Unionen, men hans bror sluttede sig til konføderationens hær, en sørgelig men almindelig foreteelse i denne grænsestat. Crittenden havde været generalmajor i Kentuckys milits siden 1860. Han blev udpeget til brigadegeneral i den frivillige hær i september og fik kommandoen over 5. division i Army of the Ohio. Han førte divisionen i slaget ved Shiloh i 1862. Efter Shiloh blev han forfremmet til generalmajor i den frivillige hær og fik kommandoen over II Korps i Army of the Ohio under kampagnen som endte med slaget ved Perryville, selv om hans korps kun blev lidt indblandet i kampene.
Da William S. Rosecrans overtog ledelse af hære blev Crittendens styrke omdøbt til Venstre Fløj af Army of the Cumberland og var kraftigt involveret i slaget ved Stones River. (Han fik en midlertidig forfremmelse til brigadegeneral i den regulære hær i 1867 for sin indsats ved Stones River.) Army of the Cumberland blev reorganiseret og Crittenden's korps fik igen nyt navn, denne gang det XXI Korps. Han førte korpset gennem Tullahoma kampagnen og i slaget ved Chickamauga. Crittenden og hans kollaga som korps kommandør Alexander M. McCook fik skyldes for nederlaget og blev frataget deres kommando, men begge fik senere oprejsning og blev renset for enhver beskyldning. I 1864 overtog han kommandoen over 1st Division, IX Korps og førte den i det østlige operationsområde under Slaget ved Spotsylvania Court House og Slaget ved Cold Harbor inden han trak sig ud af hæren den 13. december 1864.

## Efter krigen
Efter krigen gjorde Crittenden tjeneste som staten Kentuckys finansminister og blev udpeget til oberst og dernæst forfremmet til brigadegeneral i den regulære hær inden han trak sig tilbage i 1881. Han døde i Annandale, Staten Island, New York, og ligger begravet i Frankfort, Kentucky.